# 스타 (디즈니+)
스타(ST★R)는 2021년 2월 23일에 출시된 디즈니+ 스트리밍 서비스 내의 콘텐츠 허브다. 스타는 디즈니+가 운영되는 나라에서 사용할 수 있다. 라틴 아메리카에서는 2021년 8월 31일 별도의 스트리밍 서비스인 스타+가 출시되었다.